# Finanzfluss
Finanzfluss ist ein deutscher YouTube- und Twitchkanal. Er versteht sich als eine Bildungs- und Informationsplattform zum Thema Finanzen und zählt zu den größten Kanälen dieser Art im deutschsprachigen Raum.

## Geschichte
Der Kanal wurde im Jahr 2015 von Thomas Ansgar Kehl (* 9. September 1989) und Arno Justin Krieger (* 10. September 1991) gegründet. Kehl absolvierte zunächst eine Ausbildung als Bankkaufmann bei der Volksbank Dreieich eG und parallel einen Bachelor in Wirtschaftswissenschaften an der Frankfurt School of Finance and Management. Nach dem Abschluss eines Masters an der ESCP Business School arbeitete Kehl zwei Jahre lang bei der französischen Investmentbank Natixis als Analyst in Paris. Krieger ist Medienwissenschaftler und arbeitete beim Londoner Fintech TransferWise.
Kehl und Krieger betreiben seit 2019 den Kanal hauptberuflich und gründeten dazu das Unternehmen Finflow GmbH. Stand Juni 2022 hatte das Unternehmen neben den Firmengründern 18 Mitarbeiter. Laut dem Magazin Der Spiegel war Finanzfluss im Juni 2021 der größte Youtube-Kanal zum Thema Finanzen in Deutschland.
Die Finanzierung läuft über Werbung vor und während der Videos sowie Affiliate-Links und einem kostenpflichtigen Webinar Finanzfluss Campus. Der Finanzfluss Campus wird auf der Website nicht mehr angeboten. Alternativ bietet Finanzfluss die Finanzfluss Bildungsinitiative 2024 an. Sie ist ein gemeinnütziges Projekt, das junge Menschen finanziell bilden möchte.
Stand Januar 2021 wurden zwei Videos pro Woche produziert, von denen die meisten etwa zehn Minuten lang sind. Neben dem Youtube-Kanal betreibt das Unternehmen auch einen Podcast, einen Twitchkanal sowie Webseiten in Deutschland und Österreich mit weiteren Artikeln, Ratgebern und mehreren Rechnern für diverse Finanzsituationen.
Im Frühjahr 2025 nahm die Finflow GmbH Fabian Spielberger, Gründer von Mydealz, als Anteilseigner auf. Spielberger übernahm elf Prozent der Firmenanteile.

## Inhalte und weitere Projekte
Die Inhalte des Kanals richten sich überwiegend an junge Erwachsene. Finanzfluss produziert insbesondere Ratgeber-Videos zu den Themen Indexfonds, Geldanlagen an Finanzmärkten, Versicherungen sowie finanzieller Grundbildung. Außerdem werden wirtschaftliche Begriffe im Sinne eines Finanzlexikons erläutert. Darüber hinaus werden Interviews mit Finanzsachverständigen geführt, etwa mit der Wirtschaftswissenschaftlerin Isabel Schnabel oder dem Volkswirt Ulrich Bindseil.
Ende 2021 reiste Kehl auf Einladung der salvadorianischen Botschaft nach El Salvador, um die Einführung des Bitcoin als erstes offizielles Zahlungsmittel eines Staates journalistisch zu begleiten. Die Dokumentation wurde anschließend auf Finanzfluss veröffentlicht.
Seit Juni 2021 veröffentlicht Kehl eine Kapitalmarkt-Kolumne in der Berliner Zeitung.
Eine individuelle Anlageberatung bietet Finanzfluss auf keiner der Plattformen an. Laut Kehl gehe es nicht darum, konkrete Produkte zu empfehlen, sondern um Aufklärung und Hilfe zur Selbsthilfe. Unentgeltlich werden wöchentlich die Wertpapierportfolios der Zuschauer kommentiert und bewertet.
Seit Oktober 2024 gibt es das Projekt Finanzfluss Copilot als App. Mit dieser können Nutzer ihre Konten verbinden und dann die Vermögensentwicklung im Blick behalten.

## Buchveröffentlichung
Im Januar 2022 veröffentlichte Kehl zusammen mit der Finanzfluss-Redakteurin Mona Linke ein Sachbuch mit dem Titel „Das einzige Buch, das Du über Finanzen lesen solltest“, welches im Ullstein Verlag erschien. Bereits kurz nach der Veröffentlichung erreichte das Buch Platz 1 der Spiegel-Bestseller-Liste im Bereich Sachbuch/Taschenbuch. Das Handelsblatt rezipierte das Buch positiv.